# سفر بیگل

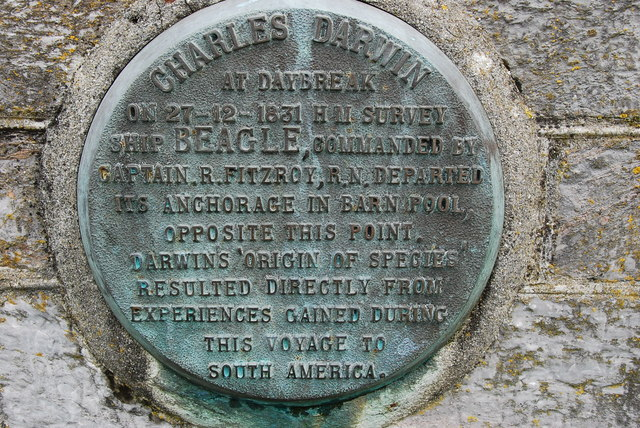
پلاک یادبود در 27 دسامبر 1831 کشتی H.M.Survey بیگل لنگرگاه خود را در استخر انبار مقابل این نقطه با چارلز داروین در کشتی ترک کرد.

سفر بیگل (انگلیسی: The Voyage of the Beagle) عنوان کتابی است از چارلز داروین که در سال ۱۸۳۹ میلادی منتشر گردید. این کتاب درباره سفر دوم کشتی اچ‌ام‌اس بیگل می‌باشد. کتاب سفر بیگل در ۲۳ فصل می‌باشد. در مسافرت با کشتی بیگل، داروین بیشتر مدت را صرف پویش‌های زمین‌شناختی، بررسی سنگواره‌ها و مطالعه بر روی ارگانیسم‌های زنده کرد و بعداً در این کتاب به ذکر آنها پرداخت.